# Rollwitz
Rollwitz (pol. Rulewice) – miejscowość i gmina w Niemczech, wchodząca w skład Związku Gmin Uecker-Randow-Tal w powiecie Vorpommern-Greifswald, w kraju związkowym Meklemburgia-Pomorze Przednie.
1 stycznia 2012 do gminy przyłączono gminy Damerow oraz Züsedom, które stały się jednocześnie jej dzielnicami.